# 川のぬし釣り3
『川のぬし釣り3』（かわのぬしつりスリー、英題：Legend of the River King GB）は、トーセが開発しパック・イン・ソフトより1997年9月19日に発売されたゲームボーイ用ロールプレイングゲーム。
本作には4つのステージがあり、魚の種類は40種類となっている他、釣った魚を育てる「うぉっちモード」が新たに登場した。
1999年にはゲームボーイカラー対応ソフトとして北米にて発売、2000年にはニンテンドウパワーの書き換え用ソフトとして発売、2006年にはゲームボーイアドバンス用ソフト『川のぬし釣り3&4』にて『川のぬし釣り4』（1999年）と同時収録され発売された。ゲームボーイカラー版は2013年に北米と欧州のみでニンテンドー3DSのバーチャルコンソール対応ソフトとして配信された。

## ストーリー
ある日、主人公の妹は病気になって倒れてしまう。病気を治すには、ぬしを釣らなければならなかった。主人公は妹の病気を治すためぬしを釣りに行く旅に出る。

## キャラクター
- 主人公：このゲームの主人公。自分でつけた名前が主人公の名前となる。
- 妹：主人公の妹。病気になって倒れる。

## 他機種版
| No. | タイトル                    | 発売日                     | 対応機種               | 開発元                               | 発売元                     | メディア                                      | 型式         | 備考                         | 出典  |
| --- | --------------------------- | -------------------------- | ---------------------- | ------------------------------------ | -------------------------- | --------------------------------------------- | ------------ | ---------------------------- | ----- |
| 1   | Legend of the River King GB | 1999年11月                 | ゲームボーイカラー     | トーセ                               | ナツメ                     | ロムカセット                                  | DMG-ARKE-USA |                              |       |
| 2   | 川のぬし釣り3               | 2000年3月1日               | ゲームボーイ           | トーセ                               | パック・イン・ソフト       | フラッシュロムカセット （ニンテンドウパワー） | -            |                              |       |
| 3   | 川のぬし釣り3&4             | 2006年2月9日               | ゲームボーイアドバンス | ビクターインタラクティブソフトウェア | マーベラスインタラクティブ | ロムカセット                                  | AGB-BN4J-JPN |                              |       |
| 4   | Legend of the River King GB | 2013年3月7日 2013年3月28日 | ニンテンドー3DS        | トーセ                               | ナツメ                     | ダウンロード （バーチャルコンソール）         | -            | ゲームボーイカラー版の移植   |       |
| 5   | 川のぬし釣り3&4             | 2016年5月11日              | Wii U                  | ビクターインタラクティブソフトウェア | マーベラス                 | ダウンロード （バーチャルコンソール）         |              | ゲームボーアドバンス版の移植 | [ 1 ] |

## スタッフ
- エグゼクティブ・プロデューサー：木津精一
- プロデューサー：宮沢徹、石川真理子
- 原作：有田和博（有限会社 遊遊）
- ゲームコーディネーター：ちけんつりゆき、マメさま
- プログラマー：まつもとしん
- デザイン：GAPS.、スタジオSCREW
- ストーリー：まどかっち★
- 音楽：BOOING BOO（水田陽子）

## 評価
ゲーム誌『ファミ通』の「クロスレビュー」では合計23点（満40点）、『ファミリーコンピュータMagazine』の読者投票による「ゲーム通信簿」での評価は以下の通り、21.3点（満30点）となっている。
| 項目 | キャラクタ | 音楽 | お買得度 | 操作性 | 熱中度 | オリジナリティ | 総合 |
| 得点 | 3.6        | 3.4  | 3.4      | 3.4    | 3.7    | 3.6            | 21.3 |